# Pierre aux Loups
La Pierre aux Loups est un dolmen  situé à Joué-du-Bois, dans le département français de l'Orne, en France.

## Historique
L'édifice fait l’objet d’un classement au titre des monuments historiques par la liste de 1889.

## Description
Le dolmen comporte une grande table de couverture en granite rouge de 5,30 m de long sur 4,70 m de large. Elle repose au nord sur une autre dalle. La chambre funéraire mesure 2,65 m de long sur 1,88 m de large et 0,90 m de hauteur. Quatre pierres en avant de l'édifice pourraient correspondre à un vestibule de 1,80 m de profondeur sur 2,50 m de large.